# Michel Kuhn
Michel Kuhn (* 9. Januar 1949 in Freiburg im Üechtland; † 28. August 1993 in Khorog, Tadschikistan) war ein Schweizer Radrennfahrer.

## Sportliche Laufbahn
Kuhn war im Strassenradsport aktiv. 1974 gewann er beim Sieg von Janusz Kowalski die Bronzemedaille im Strassenrennen der Amateure bei den Strassenradsport-Weltmeisterschaften. In der Tour de l’Avenir kam er auf den 8. Platz. Den Grand Prix Guillaume Tell beendete er hinter Werner Fretz als Zweiter.

## Berufliches
Ab 1982 war er aktives Mitglied des Internationalen Komitees vom Roten Kreuz. Im August 1993 kam er bei einem Flugzeugabsturz in der Stadt Khorog in Tadschikistan ums Leben.